# 稲荷町テクニカルセンター

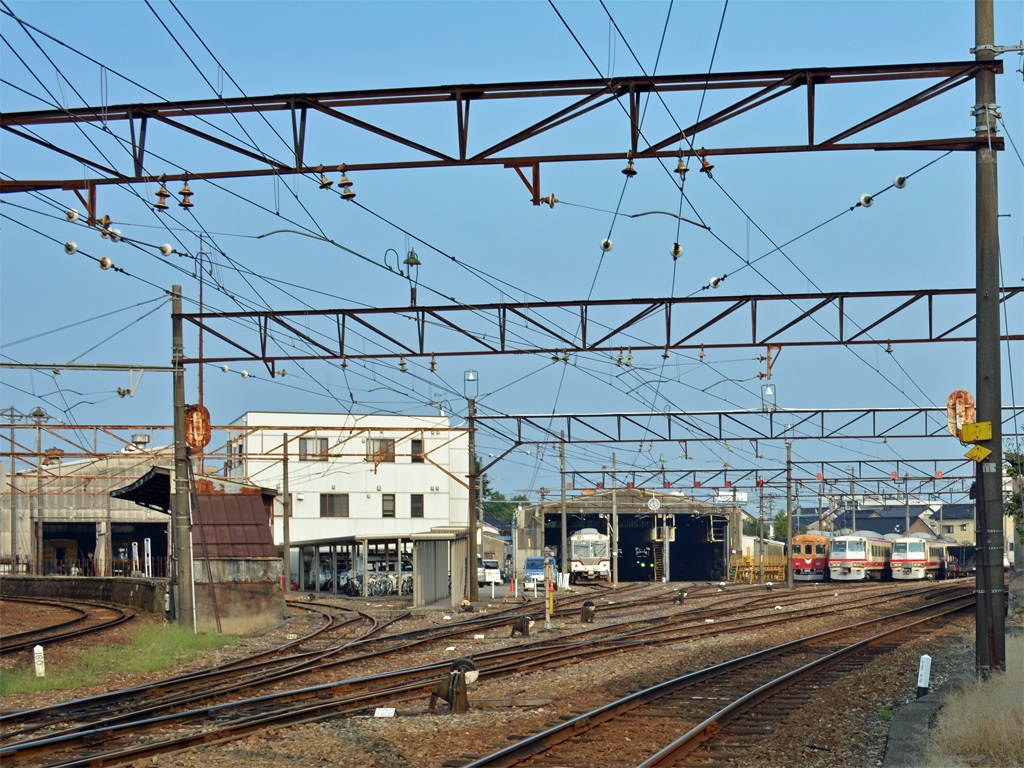
稲荷町テクニカルセンター（手前側が稲荷町駅）

稲荷町テクニカルセンター （いなりまちテクニカルセンター）は、富山県富山市稲荷町にある富山地方鉄道の車両基地。稲荷町駅に隣接している。
富山地方鉄道の電車がすべて配置されている。以前の名称は稲荷町車両基地だった｡

## 歴史
- 1966年（昭和41年）11月 稲荷町駅に隣接して工場と車庫・CTCセンターを開設。
  - 官民の鉄軌道を統合して発足したルーツから、それまでは立山線は南富山、本線は上市・電鉄桜井（現電鉄黒部）に分散して車庫が存在した。しかし、鉄道の管理機能を電鉄富山・稲荷町に集約する方針により、2億円の予算をかけて設置[1]。[2]
- 1985年（昭和60年）3月 富山軌道線南富山車両区の移転に伴い富山軌道線の定期検査場を新設[1]